# Hôtel Bonnet de la Beaume
L'hôtel Bonnet de la Beaume, aussi orthographié Bonnet de la Baume, est un hôtel particulier situé aux 2-2bis rue Goyrand et 6 rue Frédéric Mistral à Aix-en-Provence.

## Construction et historique
L'hôtel fut construit en 1786 par l'architecte ou maître d'œuvre Joseph Routier, pour le conseiller au Parlement de Provence, Joseph Philippe Bonnet de la Baume.
Construit sur l'ancien emplacement de l'Hôtel de la Monnaie et achevé en 1789, Mr de la Baume n'en jouit jamais. Les premiers troubles de la révolution l'ayant conduit à quitter Aix, pour se réfugier à Lyon, il y périt sur l'échafaud révolutionnaire.
La propriété a été successivement celle du Général Miollis puis de MM. de Coriolis-Moissac, avant d'être habité au cours du 19e siècle par Jean-Gaspard Goyrand, médecin et chirurgien, qui a donné son nom à la rue, historiquement rue Sainte.

## Protection
L'hôtel est classé au titre des monuments historiques en 1990.

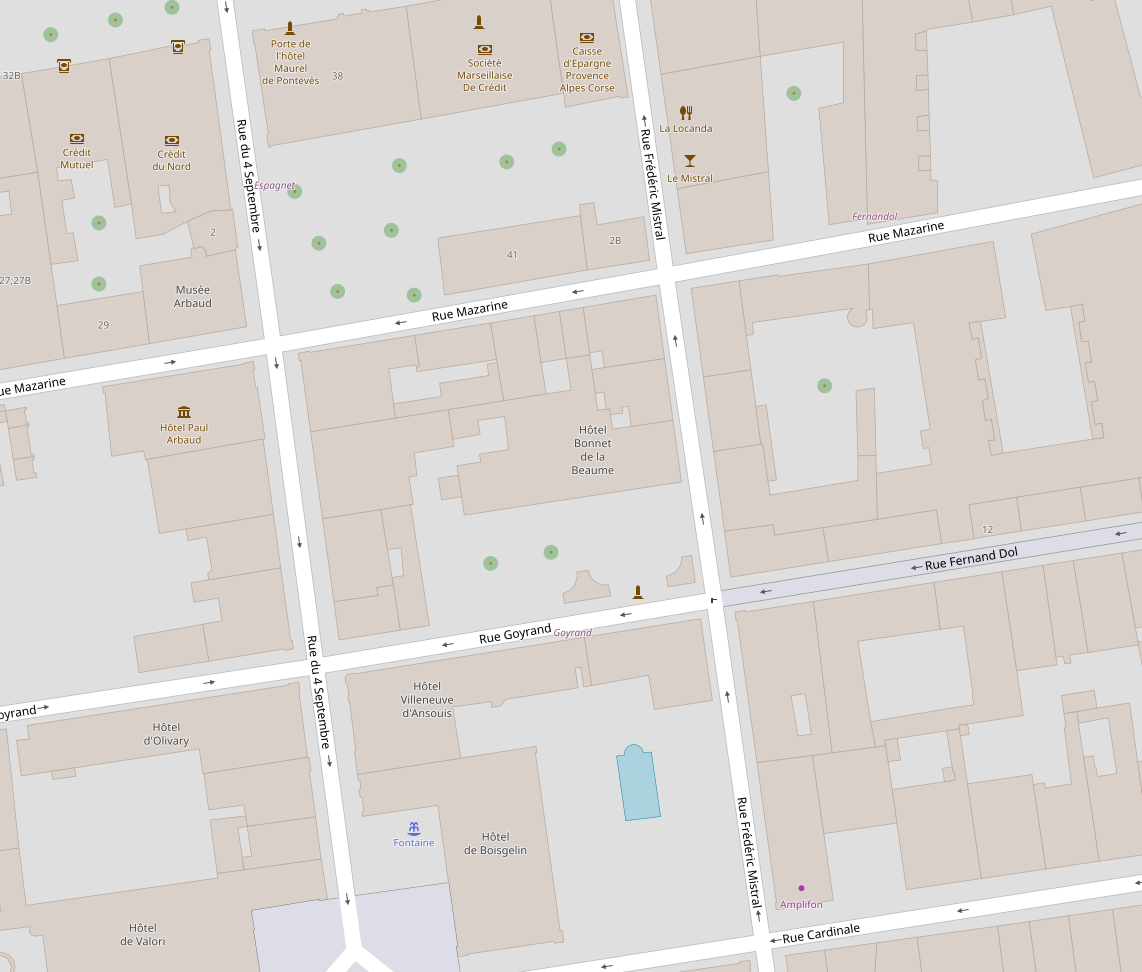
Localisation de l'Hôtel Bonnet de la Beaume sur plan libre (Open Street Map)

## Architecture

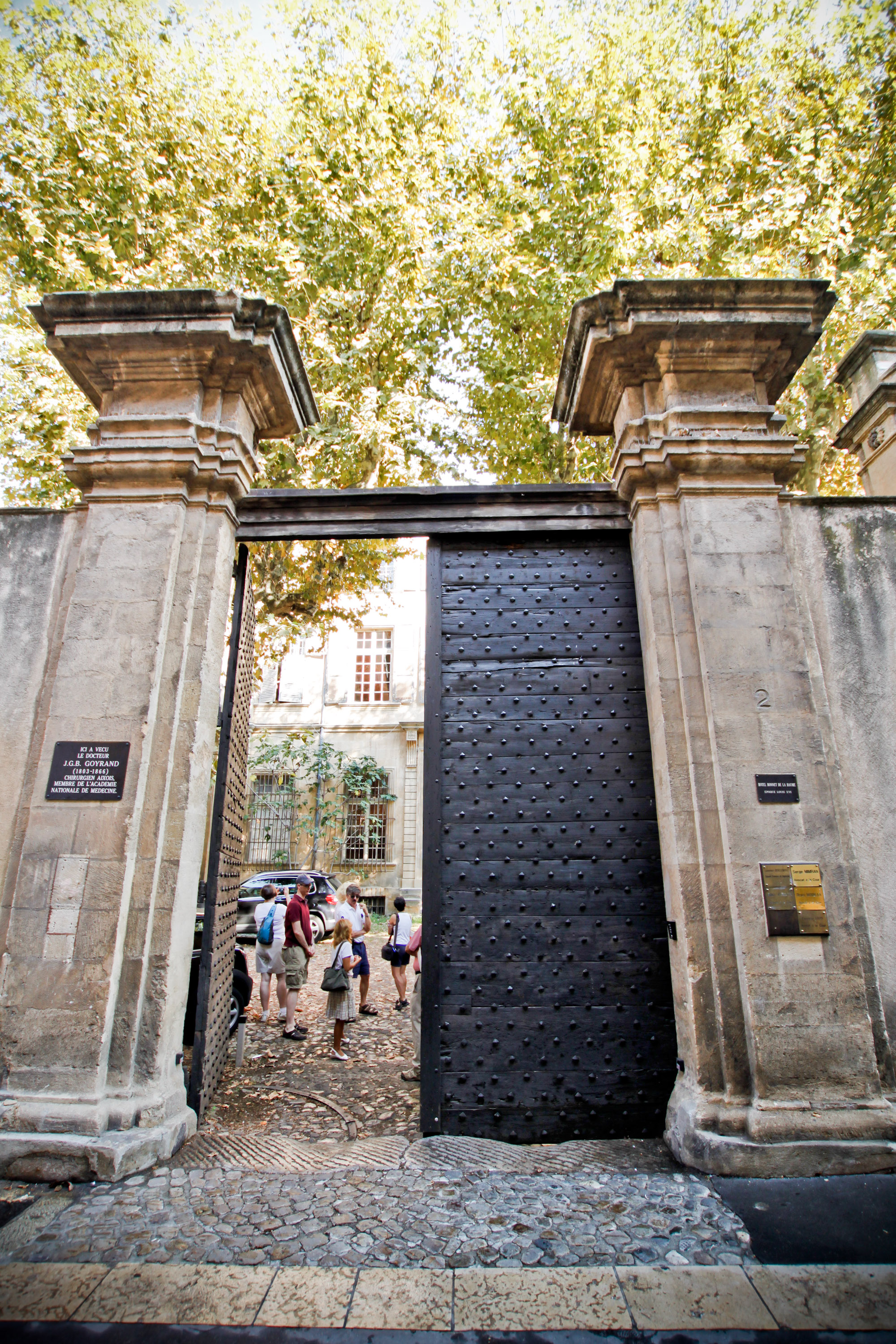
Portail à carrosses de l'hôtel, montrant une des anciennes portes de la ville d'Aix, donnant sur la cour intérieure

La façade et les murs extérieurs de l'hôtel sont sobres, dans le style classique. De pur style Louis XVI, cet édifice d'une grande homogénéité a été restauré à l'initiative de ses propriétaires.
Un vaste portail à carrosses, ancienne porte de la ville, ouvre sur une cour calade et sur un jardin privé. De là on accède par la porte principale à la cage d'escalier monumentale, dont la rampe originelle en fer forgé est un chef-d'œuvre de son style.
La porte principale est encadrée de deux pilastres à refends.

## Informations complémentaires
L'hôtel est toujours privé, mais ses propriétaires en laissent l'accès gratuit au public tous les jours de l'année de 8h à 19h, week-end et jours fériés compris.